# Annette Versluys-Poelman
Annette Versluys-Poelman, née le 8 juin 1853 à Holwierde (Pays-Bas) et morte le 10 février 1914 à Amsterdam, est une éditrice et féministe néerlandaise, militante pour le droit de vote et l'égalité universelle des femmes.

## Biographie

### Jeunesse
Annette Wiea Luka Poelman est née à Holwierde le 8 juin 1853 dans une famille de six filles. Ses parents sont Catharina Reijnders et Adriaan Louis Poelman (1827-1893), pasteur réformé, journaliste et député libéral radical de 1891-1893, malgré sa cécité. Elle grandit dans une famille progressiste qui la soutient dans son action. Comme ses sœurs, Annette étudie pour devenir enseignante, mais elle n'a jamais travaillé comme telle. 

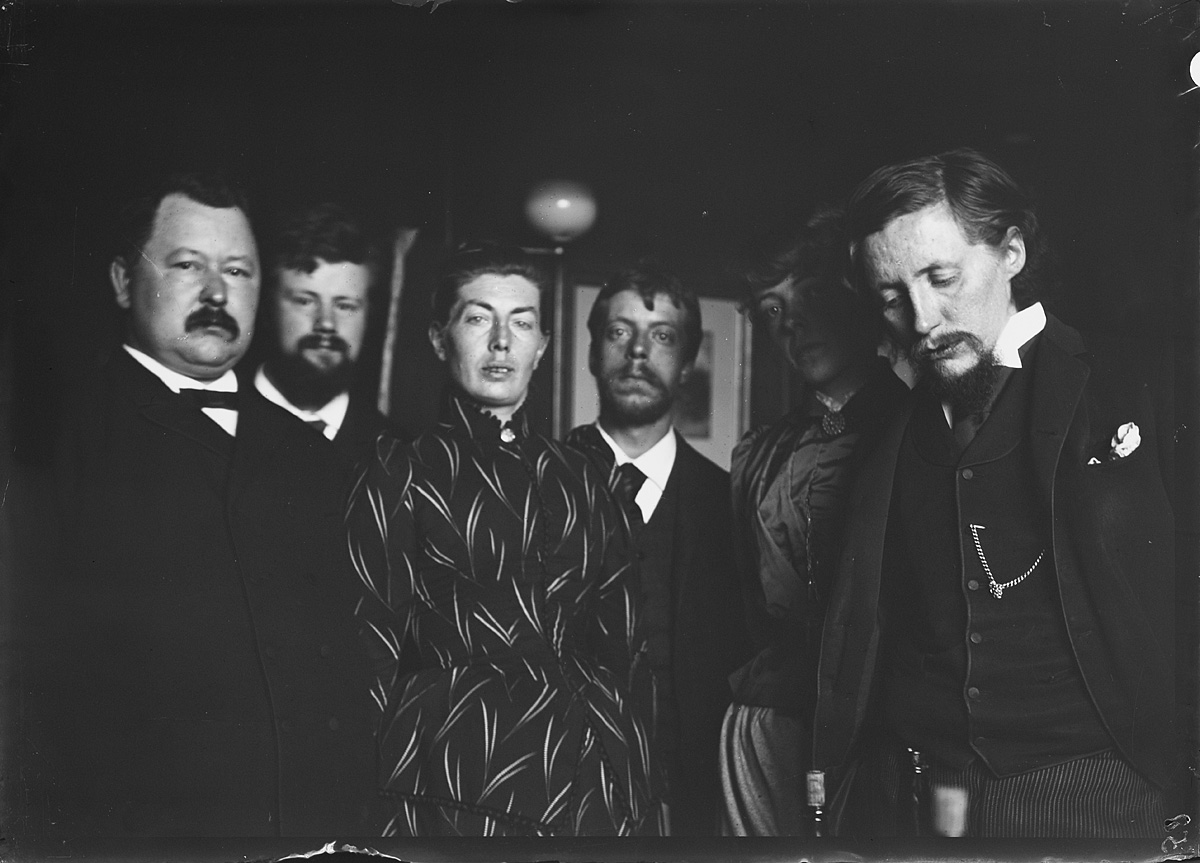
De gauche à droite Willem Versluys, Hein Boeken, Annette Versluys-Poelman, Charles van Deventer, Mieb Pijnappel et Willem Kloos (fin 1891). Photo Willem Witsen.

Elle épouse le 3 avril 1876 le libraire-éditeur de Groningen Willem Versluys (1851-1937). Ils ont quatre fils. En 1882, la maison d'édition Versluys est transférée à Amsterdam et la famille déménage. À partir de ce moment là, les publications se développent. L'éditeur W. Versluys publie notamment le magazine littéraire progressiste De Nieuwe Gids à partir de 1885, et des œuvres des tachtigers (quatre-vingt), écrivains avant-gardistes, tels que Willem Kloos, Frederik van Eeden et Albert Verwey. À partir de 1894, Annette Versluys-Poelman travaille également dans la maison d'édition qui commence à éditer des publications féministes. 

### L'association pour le droit de vote des femmes
En 1892, elle rencontre Wilhelmina Drucker et fonde avec elle, Aletta Jacobs, Theodore (Dora) Haver et trois autres femmes la Vereeniging voor Vrouwenkiesrecht (Association pour le droit de vote des femmes, VVK). Elle prend la présidence de l'association, donne de nombreuses conférences sur le suffrage des femmes et s'implique dans de nombreuses questions intéressant les femmes. Les opposants au suffrage féminin sont particulièrement violents et les attaques personnelles nombreuses. 
Convaincue de l'importance d'une influence des femmes dans la vie politique, Annette Versluys-Poelman intervient en tant que présidente du VVK dans de nombreux dossiers. Elle rencontre les ministres pour défendre les intérêts des femmes et des filles sur le marché du travail et dans l'éducation, elle intervient dans la presse sur la conscription des femmes en échange de leur droit de vote, ou sur le double code moral sexuel, elle appelle au soutien de campagnes pour le droit de vote des femmes dans l'Église réformée néerlandaise ou pour le boycott contre l'Angleterre à cause de la guerre des Boers. 
En 1903, elle démissionne de sa fonction de présidente, à la suite de désaccords internes. Annette Versluys-Poelman ne veut pas limiter la voix des femmes au seul suffrage féminin mais aborde toutes sortes de sujets politiques. Elle veut faire savoir que les femmes ont une opinion même si elles n'ont pas le droit de vote. Elle-même a une bonne connaissance de la politique car, pendant les mandats de son père aveugle, elle l'assistait en lui lisant les bulletins de la Chambre des représentants. 

### L'association de protection mutuelle des femmes
Annette Versluys-Poelman, avec Jan Rutgers et son épouse Maria Rutgers-Hoitsema, participe également à la fondation de l'association Vereeniging Onderlinge Vrouwenbescherming (Association de protection mutuelle des femmes, OV) en 1897, destinée à soutenir financièrement et moralement les mères célibataires et leurs enfants. Elle en est présidente de 1901 à 1904. Annette Versluys-Poelman s'élève contre le double standard moral (la  condamnation morale des mères célibataires alors que les pères de leurs enfants ne sont pas inquiétés), pour l'égalité des femmes en tout point et une réforme de la loi sur le mariage. Lorsqu'une loi est promulguée en 1909, prévoyant que le père célibataire pouvait être obligé de contribuer à l'entretien de son enfant, elle veille à ce qu'un guide soit rédigé pour que les mères célibataires puissent effectivement exercer leur droit.
Cependant, une opposition croissante contre sa vision radicale se manifeste et Annette Versluys-Poelman, déçue, démissionne en 1904. Le Vereeniging Onderlinge Vrouwenbescherming évolue rapidement vers une institution philanthropique, où le principe de solidarité entre femmes tend à disparaître.

### La ligue démocratique libérale
En 1901, elle devient membre du comité fondateur du Vrijzinnig Democratic Bond (Ligue démocratique libérale), un parti politique faisant campagne pour le suffrage universel.  Cela a fait d'elle la deuxième femme, après Cornélie Huygens, devenue membre du conseil d'administration du Parti ouvrier social-démocrate l'année précédente, à accéder à une telle position politique.

### La Tehuis
Quatre ans plus tard, Annette Versluys-Poelman fonde un foyer pour mères célibataires et leurs enfants. La maison, située au 36-40 Alberdingk Thijmstraat à Amsterdam, et qui porte son nom, Tehuis Annette, rencontre de nombreuses difficultés, surtout au début, mais existe toujours. À cette époque, il est principalement conseillé aux mères célibataires d'abandonner leur enfant ou d'épouser le père de l'enfant. À Tehuis Annette, les femmes ne sont pas seulement hébergées, mais aussi encouragées à chercher du travail et à construire une existence indépendante. Les enfants sont pris en charge lorsque leur mère travaille. Annette Versluys-Poelman en est présidente jusqu'à sa mort.

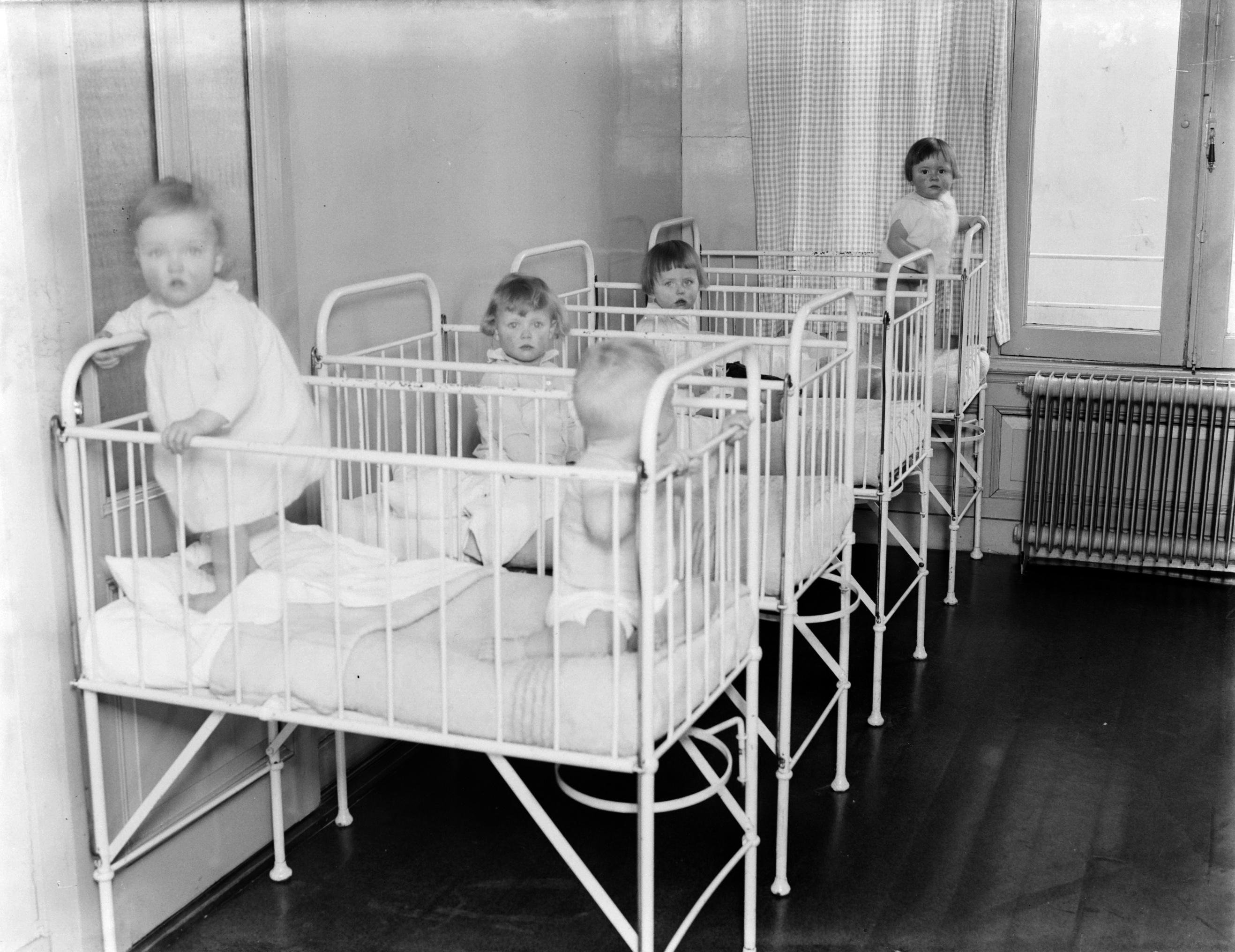
Enfants dans la Tehuis Annette

En 1908, elle participe à l'organisation financière du troisième congrès international de l' Alliance internationale pour le suffrage des femmes à Amsterdam. 
Elle est également l'une des rares femmes à avoir signé en 1911 l'appel du Nederlandsch Weteenschappelijk Humanitair Komitee (Comité scientifique humanitaire néerlandais) pour un jugement équitable des homosexuels. 
Elle est membre du Comité général de l'exposition De Vrouw 1813-1913 et co-organisatrice de la « manifestation silencieuse » au Binnenhof de La Haye pour l'égalité constitutionnelle des hommes et des femmes le 13 septembre 1913.
Au cours des dernières années de sa vie, elle se retire de la vie publique pour des raisons de santé. Elle se consacre essentiellement à son travail dans la maison d'édition et à la Tehuis mais continue de soutenir les mouvements d'émancipation.
Annette Versluys-Poelman décède le 10 février 1914. Le 14 février, sa dépouille est transférée à Brême pour y être incinérée. Des centaines de féministes accompagnent son cercueil recouvert d'un drapeau aux couleurs du suffrage, jaune et blanc, jusqu'à la gare, comme pour une dernière manifestation silencieuse pour le vote des femmes.

## Publications
- Misverstand, Groningen, Rede, 1898
- Vrouwenkiesrecht, Amsterdam, W. Versluys, 1899
- Hoe worden de belangen behartigd van hen, die geen kiesrecht hebben? De maritale macht. Vers 1900
- De neutraliteit in de Vereeniging voor Vrouwenkiesrecht, Amsterdam, W. Versluys, 1910
- Frederik van Eeden en zĳn werk, Amsterdam, W. Versluys, 1910